# Diego Menghi
Diego Sebastián Menghi (sinh ngày 17 tháng 5 năm 1985 ở Justiniano Posse) là một hậu vệ bóng đá người Argentina thi đấu cho Alebrijes de Oaxaca của Ascenso MX ở México.

## Sự nghiệp
Menghi bắt đầu sự nghiệp thi đấu chuyên nghiệp năm 2006 với Racing Club de Avellaneda. Anh có màn ra mắt ở Primera División trong thất bại 0-2 trên sân nhà trước Vélez Sarsfiels vào ngày 11 tháng 2 năm 2006. Anh ghi bàn đầu tiên cho câu lạc bộ để có chiến thắng 1-0 trên sân nhà trước San Lorenzo vào ngày 28 tháng 3 năm 2006.
Năm 2008, anh gia nhập đội bóng hạng hai Atlético de Rafaela theo dạng cho mượn. Anh giúp câu lạc bộ để về đích thứ 3 và giành một suất play-off trước Gimnasia de La Plata, anh thi đấu cả hai lượt của trận play-off kết thúc với tổng tỉ số 3-3 đồng nghĩa với việc Rafaela không được lên hạng. Sau sự thất vọng này, anh trở lại Racing nhưng không có được vị trí ở đội một. Đầu năm 2010, anh bị câu lạc bộ giải phóng.
Năm 2010, he's thi đấu cho San Luis Quillota.